# كمال نصرت
كمال نصرت (1906، كربلاء–1974) شاعر عراقي.

## لقبه
هو السيد كمال نصرت بن السيد توفيق بن السيد طه بن السيد ياسين بن السيد رسول من أحفاد الشيخ أحمد الذاكر، جده العاشر الذي ينتهي نسبه إلى العباس بن عبد المطلب عم الرسول محمد، وجده شهير في المنطقة وضريحه في مسجد معروف باسمه في ضواحي مدينة حلب.

## حياته
ولد كمال نصرت في مدينة كربلاء في العام 1906، وكان والده السيد توفيق قد تزوج من السيدة صديقة بنت محمد، ليتخلص من الجندية بأن أصبح معيلاَ لها، ثم عين موظفًا في مديرية التبوغ التي كانت تسمى «الدخانية» آنذاك. وبعد ولادته بسبعة أشهر توفيت والدته عن عمر يناهز الخمس والعشرين سنة، ودفنت بمدينة كربلاء، فتزوج أبوه شقيقة زوجته الراحلة (خالة الشاعر) لتقوم بتربيته، ولكن لم يشأ لهذه الغاية أن تقوم، فلم تكد تمضي سنتان على وفاة أمه حتى توفي أبوه عن عمر يناهز السبع والعشرين سنة ودفن في مدينة كربلاء أيضا. فكفلته جدته لأبيه (السيدة مريم) وذهبت زوجة أبيه إلى أهلها ولم يبلغ الثامنة من عمره حتى توفيت جدته فكفله عمه السيد (عزت بن السيد طه) وكان عقيدًا في الجيش العثماني، فقام بتربيته حتى توفاه الله سنة 1930 فترك بيت عمه ليدخل معترك الحياة.

## دراسته
قرأ القرآن على يد جدته (السيدة مريم) التي كفلته بعد وفاة والديه وأحسنت تربيته ثم أرسلته إلى أحد كتاتيب المحلة ليتقن القراءة والكتابة ولم يلبث فيها إلاّ قليلًا حيث التحق بمدرسة (بارود ݘلر مكتبي)، وكانت الدراسة فيها لمدة ثلاث سنوات، وبعد سقوط بغداد سنة 1917، سميت هذه المدرسة بمدرسة (البارودية) وعُيّن السيد منير القاضي مديرًا لها وأصبحت مرحلة الدراسة فيها ست سنوات حيث رُشِّح كمال نصرت من الصف الرابع إلى الالتحاق بالصف الخامس من بين الطلاب الممتازين الذين رُشّحوا إلى هذا الصف بعد اختبار ٲٝجري لهم لقلة الطلبة آنذلك. وبعد إكماله للصف الخامس ترك هذه المدرسة، وفي سنة 1920 التحق بحلقة التدريس التي كان يدرس فيها (الشيخ نجم الدين الواعظ) وارتدى العمة آنذالك وقرأ عليه كتب النحو المبسطة (لاجرومية) والبداية في الفقه. وبعد أن ترك حلقة (الشيخ الواعظ) ذهب ليدرس على يد الشيخ قاسم القيسي بجامع المرادية بقية العلوم الدينية واللغة العربية، كما درس مبادئ علم المنطق – لايساغوجي – على يد العلامة الشيخ محمد القزلجي. ثم دخل بعد ذلك كلية الإمام الأعظم في بغداد التي كان مديرها الشيخ نوري والد الشيخ بهاء الدين، حتى وصل إلى الصف الرابع، حيث اضطرته حالته المادية الصعبة إلى ترك الدراسة ليشتغل بعدها في بعض الأعمال الحرة.

## بعض قصائده
خلال حياة كمال نصرت قام بكتابة عدة قصائد منها.
| - ثورة الجيش - شعب مضيم - يا وطني - لبيك يا فلسطين - جونسون - الرغاليون في الشرق - معركة الجسر - من أجل التحرير - كونوا يدا واحدة - إلى رجالات العراق - الحرب العالمية الثانية - في السجن - في سجن الحياة | - مهرجان التاج - المترفون - دجالون - دنيا الشقاء - عيد النهضة - بنات حواء - تكريم شاعر - أطباء ومستشفى - الفقراء - ميلاد فيصل الثاني - هتلر - أيتها الحرب أقدمي - ذكريات في شعبان | - أبا الوزراء - بغداد - داء الفساد - آلام - نفتاث القلب - عودة الحاج - انفت من الشكاة - كالإعصار - ال وحدتنا الكبرى - الرهط اللعين - هوى الأوطان - حب أوطاني |

## بعض من أقواله
وقال أيضًا: